# OFC Futsal Championship 2013
L'OFC Futsal Championship 2013 è il 9º campionato oceaniano per le nazioni di calcio a 5, e si è disputato ad Auckland in Nuova Zelanda dal 23 al 27 luglio 2013.
Come l'ultima edizione il torneo è stato disputato da 8 squadre divise in 2 gironi da 4 squadre dove le prime due si qualificano alle semifinali dove iniziava la fase a eliminazione diretta. Quest'anno hanno partecipato 2 nazioni asiatiche (Malesia e Australia) e una squadra composta da giocatori neozelandesi chiamata "New Zealand Invitational".
A vincere il torneo è stata l'Australia (5º titolo) che ha battuto in finale Malesia 5 a 1.

## Risultati

### Girone A
| Squadra         | Pti | G | V | N | P | GF | GS | DR  |
| --------------- | --- | - | - | - | - | -- | -- | --- |
| Malaysia        | 9   | 3 | 3 | 0 | 0 | 19 | 5  | +14 |
| Nuova Zelanda   | 6   | 3 | 2 | 0 | 1 | 15 | 13 | +2  |
| Isole Salomone  | 3   | 3 | 1 | 0 | 2 | 11 | 15 | –4  |
| Nuova Caledonia | 0   | 3 | 0 | 0 | 3 | 9  | 22 | –13 |

| Auckland 23 luglio 2013 | Nuova Caledonia | 3 – 8 | Malaysia | Trusts Arena |

| Auckland 23 luglio 2013 | Isole Salomone | 3 – 7 | Nuova Zelanda | Trusts Arena |

| Auckland 24 luglio 2013 | Isole Salomone | 7 – 4 | Nuova Caledonia | Trusts Arena |

| Auckland 24 luglio 2013 | Malaysia | 7 – 1 | Nuova Zelanda | Trusts Arena |

| Auckland 25 luglio 2013 | Nuova Zelanda | 7 – 2 | Nuova Caledonia | Trusts Arena |

| Auckland 25 luglio 2013 | Malaysia | 4 – 1 | Isole Salomone | Trusts Arena |

### Girone B
| Squadra         | Pti | G | V | N | P | GF | GS | DR  |
| --------------- | --- | - | - | - | - | -- | -- | --- |
| Australia       | 9   | 3 | 3 | 0 | 0 | 17 | 1  | +16 |
| Tahiti          | 6   | 3 | 2 | 0 | 1 | 7  | 5  | +2  |
| Vanuatu         | 3   | 3 | 1 | 0 | 2 | 11 | 15 | –4  |
| NZ Invitational | 0   | 3 | 0 | 0 | 3 | 4  | 18 | –14 |

| Auckland 23 luglio 2013 | Tahiti | 5 – 3 | Vanuatu | Trusts Arena |

| Auckland 23 luglio 2013 | NZ Invitational | 0 – 9 | Australia | Trusts Arena |

| Auckland 24 luglio 2013 | Tahiti | 0 – 9 | NZ Invitational | Trusts Arena |

| Auckland 24 luglio 2013 | Australia | 6 – 1 | Vanuatu | Trusts Arena |

| Auckland 25 luglio 2013 | Vanuatu | 0 – 9 | NZ Invitational | Trusts Arena |

| Auckland 25 luglio 2013 | Australia | 2 – 0 | Tahiti | Trusts Arena |

## Fase finale

### Finale 7º-8º posto
| Auckland 24 luglio 2013 | Nuova Caledonia | 0 – 9 | NZ Invitational | Trusts Arena |

### Finale 5º-6º posto
| Auckland 26 luglio 2013 | Isole Salomone | 11 – 5 | Vanuatu | Trusts Arena |

### Semifinali
| Auckland 26 luglio 2013                      | Malaysia             | 3 – 3 (d.t.s.) | Tahiti | Trusts Arena |
| \| \| \| \| \| \| Tiri di rigore 4 – 3 \| \| |                      |                |        |              |
|                                              |                      |                |        |              |
|                                              | Tiri di rigore 4 – 3 |                |        |              |

| Auckland 26 luglio 2013 | Australia | 2 – 0 | Nuova Zelanda | Trusts Arena |

### Finale 3º-4º posto
| Auckland 27 luglio 2013 | Tahiti | 0 – 1 | Nuova Zelanda | Trusts Arena |

### Finale
| Auckland 27 luglio 2013 | Malaysia | 1 – 5 | Australia | Trusts Arena |

## Classifica finale
| Pos. | Squadra         |
| ---- | --------------- |
| 1    | Australia       |
| 2    | Malaysia        |
| 3    | Nuova Zelanda   |
| 4    | Tahiti          |
| 5    | Isole Salomone  |
| 6    | Vanuatu         |
| 7    | NZ Invitational |
| 8    | Nuova Caledonia |